# Midrash
Le Midrash (hébreu : מדרש, pluriel midrashim) désigne à la fois : 

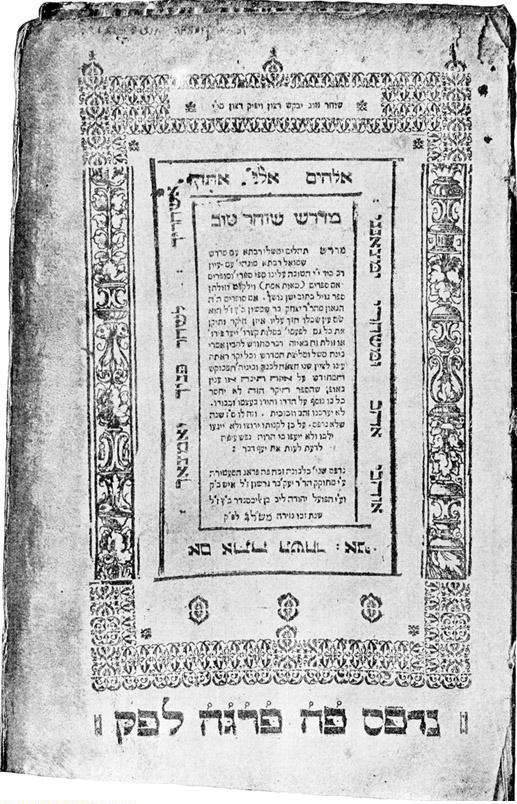
Page de titre d'une édition du Midrash Tehillim (Prague, 1613).

- une méthode herméneutique d’exégèse biblique opérant principalement par comparaison entre différents passages bibliques ;
- par métonymie, la littérature recueillant ces commentaires.

Il représente le troisième des quatre modes d’interprétation rabbinique de la Bible hébraïque, et est subdivisé en midrash halakha qui entend tirer des lois du texte, et midrash aggada, à but généralement homilétique. 
Longtemps réduit à sa dimension folklorique et apparemment naïve, le Midrash a connu un regain d’intérêt [Quand ?], lorsque des biblistes ont redécouvert derrière ses exégèses apparemment extravagantes les parallèles qui se fondent sur l’intertextualité de la Bible et ouvriraient selon certains une fenêtre sur l’élaboration même des textes qu’il commente.

## Définition
Le mot signifie en hébreu : « qui vient du drash ». Le Dictionnaire international des termes littéraires définit le terme ainsi : « nom hébreu masculin singulier formé sur la racine d-r-sh, plus précisément sur le verbe darash : "exiger", "interroger", "examiner", d'où "interpréter en profondeur" ». Midrash apparaît à deux reprises seulement dans la Bible, dans un contexte identique. Le mot signifie ici « récit », « exposé détaillé ». Dans la littérature talmudique, il prend parfois le sens d'« étude ». Mais selon le Traité des Pères, ce n'est pas le midrash ou l'étude qui est l'essentiel, mais le maaseh, l'œuvre, l'interrogation, l'action ; cette rivalité entre œuvre, action et étude se retrouve par exemple dans les Épîtres de Paul. De ce sens d'« étude » pour midrash découle l'expression de beth-hamidrash, « maison d'étude ».
Le deuxième commentaire de Rachi sur le premier verset de Bereshit 1:1 (« Au commencement Dieu créa les cieux et la terre ») glose comme suit : « אֵין הַמִּקְרָא הַזֶּה אוֹמֵר אֶלָּא דָּרְשׁוּנִי » (ʾēin hammiqra hazzɛh ʾomér ʾɛlla dar(ə)šūnī) : « Ce texte ne dit rien si ce n'est : Daršūnī », Daršūnī étant un impératif qui signifie littéralement : « Exigez (de) moi (que mon sens ressorte) », c'est-à-dire « Recherchez-moi ». Le midrash construit donc une exégèse du texte biblique. Toutefois, il s'agit d'une exégèse très particulière qui use de paraboles, d'allégories, de métaphores, de jeux de mots à base de glissements phoniques (y compris entre hébreu, araméen), sémantiques, allusifs, de concordances temuriques (permutation des voyelles possibles) et guématriques (à partir du calcul de la valeur numérique des mots)… et qui finit par produire des textes fort éloignés du texte biblique commenté.
Selon Daniel Boyarin, le midrash est un « mode de lecture biblique qui relie des passages et des versets différents pour élaborer de nouveaux récits […]. Les rabbins qui ont élaboré la manière midrashique de lire considéraient la Bible comme un énorme système de sens, chaque partie commentant ou complétant tout autre partie. Ils étaient ainsi capables de fabriquer de nouveaux récits à partir de fragments des anciens textes de la Bible elle-même […]. Les nouveaux récits, qui se fondent étroitement sur les narrations bibliques mais qui les élargissent et les modifient également, sont tenus pour les équivalents des récits bibliques eux-mêmes. »
On considérera donc que le mot midrash est doté d'une homonymie interne :
- de nombreux midrashim (avec une minuscule) sont rapportés dans les Talmuds ;
- on désigne aussi par Midrash (avec une majuscule) des compilations d'enseignements oraux et de commentaires systématiques des livres bibliques qui n'ont pas trouvé place dans les recueils du Talmud ; on y trouve aussi des proverbes, des contes et des fables ;
- le midrash est enfin une méthode d'exégèse, aux règles précises, dont les 13 principes de Rabbi Ishmaël donnent une idée : on dit que tel verset dérive de tel autre « par midrash » ;

## Méthode
Selon Marc-Alain Ouaknin, le midrash, méthode d'exégèse directe du texte biblique, se distingue de la Mishna, méthode indirecte, « indépendante de la base scripturaire sur laquelle elle s'appuie ».
Traditionnellement, la compréhension du texte biblique est divisée entre le pshat (sens littéral), le remez (sens allusif), le drash (exégèse) et le sod (mystique). Le Midrash se concentre sur le remez et plus encore sur le drash. Il recourt à des procédés rhétoriques tels que l'allégorie, la métaphore, la concordance, l'analogie, la gématrie[réf. nécessaire]. 
L'herméneutique talmudique a été codifiée successivement par Hillel (les sept principes de Hillel), Rabbi Nahoum de Gamzo (en) (« ett est inclusif », traité Hagiga 12b), Rabbi Akiva, Rabbi Ishmaël, Rabbi Eliezer ben Rabbi Yossi le Galiléen (les 32 principes).

## Halakha, Aggada, Pesher
Les auteurs classiques distinguent :
- les midrachim halakhiques, producteurs de halakha, c'est-à-dire de jurisprudence ;
- les midrachim aggadiques, producteurs de Aggada, c'est-à-dire d'anecdotes édifiantes, de paraboles, voire d'histoires complètes ;
- les midrashim pesharim, attestés chez Hugh J. Schonfield et, à sa suite Armand Abécassis et Marc-Alain Ouaknin, dans lequel un récit ancien se répète mutatis mutandis [latin en changeant ce qui doit être changé : en adaptant la chose étudiée au contexte] à propos d'un personnage du présent.

La distinction n'est pas toujours aisée, de nombreuses anecdotes servant de support à des décisions éthiques, comme les Fables de La Fontaine ont des « moralités ».
Après le retour de l'Exil de Babylone, la Torah a été au centre de la vie juive. Le souci permanent des autorités fut d'assurer la conformité des comportements individuels et collectifs aux commandements de la Torah. Or les règlements de celle-ci, ayant été écrits dans des circonstances anciennes, devaient être adaptés à de nouvelles circonstances. 
L'exégèse de la loi constitue le « Midrash Halakha ».
Bien qu'on appelle les plus anciens (recueils de) midrashim, les « Midrash Halakha », ils ne comprennent pas que de la Halakha, mais aussi de la Aggada. On pourrait les appeler les Midrashs « tannaïtiques » (les Tannaïm étant les docteurs de la Mishna, entre le Ier siècle et le IIIe siècle), si ce titre n'était pas déjà en usage, d'une part, et si, d'autre part, lesdits Midrashim tannaïtiques, et les leçons qu'ils contiennent, notamment en matière de aggada, n'avaient été remaniés par les Amoraïm, les docteurs du Talmud qui leur succédèrent, dont l'ère s'étend du IIIe siècle au Ve siècle.
- Entre l'époque des Tannaïm et celle des Amoraïm. La frontière (flottante) est celle de la publication de la Mishna officielle par Rabbi Yéhoudah « le Prince », qui exerça l'autorité religieuse en Galilée (et pour tout l'Empire romain) entre 175 et 217. Les cinq générations de Tannaïm qui ont nourri ces Midrashim s'étendent donc de l'Incendie du Temple, en 70 de l'ère commune, à 218 - 240 de l'ère commune. Mais on sait que Rabbi Yohanàn le Forgeron, par exemple, qui vient juste après cette époque, a largement retravaillé la Mekhilta…

### Les grands recueils
Quoique le texte biblique présente quelques exemples de midrashim (par exemple les titres de certains psaumes donnent l'impression d'être un travail midrachique sur 1-2 Samuel), cette méthode d'allègorèse se développe et se systématise principalement aux temps rabbiniques.
Les principaux recueils dits « halakhiques » proviennent soit de l'École de Rabbi Ismaël, soit de l'École de Rabbi Akiva (deux des principaux Tannaïm du IIe siècle), mais la distinction entre ces deux « Écoles », manifestement fixée et réinvestie par diverses traditions des IIIe - IVe siècle, fait l'objet d'interprétations divergentes et complexes. 
Certains, comme Gary Porton, tiennent même la querelle Ismaël / Akiva pour « artificielle ». Le paradoxe (la « querelle artificielle ») veut que les fameuses 13 règles d'exégèse de Rabbi Ismaël, définissant la méthode même du midrash halakhique comme « lecture infinie » nourrissant la « démarche » du peuple de l'Alliance, se trouvent précisément à l'ouverture du « Sifra ».
Il est difficile d'étayer les liens entre ces deux styles de Midrash ou d'établir une biographie circonstanciée de ces deux « figures » du début du IIe siècle, riches d'anecdotes légendaires, voire miraculeuses : cette recherche est considérée comme une « quête » impossible depuis les études de Jacob Neusner et d'autres.
- Le plus ancien de ces recueils est le Recueil ou la Mékhilta selon Rabbi Ismaël, qui est une espèce de « séminaire » d'exégèse sur le Livre de l'Exode, matrice de nombreux développements dans les Talmuds et d'autres Midrashim. Michel Remaud a également signalé que cette Mékhilta entrait en résonance avec les Évangiles.
- L'autre recueil le plus important, de l'École de Rabbi Akiva, est le « Sifra », c'est-à-dire « le Livre » « par excellence » de la pratique du judaïsme (appelé aussi la Torat haCohanim, la « Loi des Prêtres ») : ses exégèses portent sur le Lévitique.
- Il existe une autre « Mekhilta » sur l'Exode, reconstituée à l'époque moderne: la Mékhilta selon Rabbi Shimon bar Yohaï, en réalité une partie du Zohar.
- Les autres Midrash Halakhah, portant sur les Nombres et le Deutéronome, sont appelés simplement « les Livres » : les « Sifré ».

On considère qu'il n'existe pas de Midrash Halakhique sur la Genèse (sefer Bereshit), parce que c'est avant tout l'histoire (relevant d'exégèses aggadiques) qui en fait la richesse, plutôt que le matériel légal. Le matériel légal qu'elle contient (sur le shabbat, la circoncision, les sacrifices, etc.) est donc traité à partir de ses occurrences dans les autres Livres bibliques.

## Midrash Rabbah

### Définition
Le Midrash Rabbah rassemble une collection d'écrits périphériques au Talmud, ordonnés selon le plan du Tanakh. Il se distingue par le grand nombre de Aggadoth qu'il contient. Par Aggada, on entend un genre d'écrits (histoire, fiction, légende, allégorie, observation scientifique, etc.) qui ne sont pas concernés par la loi. Le Midrash est donc une collection de récits en relation avec des mots, des thèmes, ou des unités narratives du Tanakh. 
Divers recueils de Midrashim sont publiés. Le plus important se nomme Midrash Rabbah ou Midrash Ha Gadol, (de Midrash, comme ci-dessus et Rabba qui signifie grand, multiple et dont la forme plurielle est Rabboth), qui compte un grand nombre de volumes. D'autres recueils comprennent la Peshita (Divisions pour les Fêtes), Mekhilta (Traités), Sifra (Livre), et Sifre (Livres).

### Contenu
Le Midrash aborde des sujets variés. Confrontés à ceux qui interprètent la Torah dans un sens strictement littéral, les Rabbis offrent des interprétations créatives et subtiles par divers modes d'exégèse. Le Midrash comprend quantités de récits issus d'un examen du mot à mot ou de certaines expressions. Parfois, il comble un blanc apparent dans un récit. Le Midrash cherche à découvrir le sens intérieur du Tanakh. 
- Le Midrash Rabbah se compose de volumes commentant le 'Houmash (les 5 livres de la Torah) et les Hamesh Megillot (les 5 Rouleaux, des Ketouvim). Ces ouvrages ne commentent pas tous les livres bibliques, mais uniquement ceux utilisés au cours d'office synagogaux : le Pentateuque dans le cycle de lecture annuel, les autres livres lors de fêtes spécifiques comme le livre d'Esther lors de la fête de Pourim.

Le texte est divisé en paracha (section), puis sé'if ou unité élémentaire de commentaire. La référence au texte du Midrash Rabbah est donnée par la paracha puis le sé'if. 
| Livres du Tanakh       | Commentaires relatifs |
| ---------------------- | --------------------- |
| Genèse                 | Bereshith Rabbah      |
| Exode                  | Shemoth Rabbah        |
| Lévitique              | Vayikra Rabbah        |
| Nombres                | Bamidbar Rabbah       |
| Deutéronome            | Devarim Rabbah        |
| Esther                 | Esther Rabbah         |
| Cantique des Cantiques | Shir Ha-Shirim Rabbah |
| Ruth                   | Ruth Rabbah           |
| Lamentations           | Ekha Rabbah           |
| Ecclésiaste            | Kohelet Rabbah        |

- La Peschita (Divisions) réunit 3 œuvres, tournant autour des lectures des Prophètes (les Haftarot) pour Shabbat et les fêtes.
- La Mekhilta (Traités) est un commentaire de Shemot (les Noms, c’est-à-dire Exode). Sifra (Livre) commente le Vayikra (Et il proclama, c’est-à-dire Lévitique). Sifre (Livres) commente Bamidbar (les Nombres) et Devarim (les Paroles c’est-à-dire le Deutéronome). Ces 3 derniers revêtent un caractère grandement halachique (Comment appliquer la loi ?). Certains midrashim sont parfois repris dans plusieurs recueils.

### Sources et auteurs
Si quelques-uns croient les midrashim divinement inspirés, comme tout élément d'un corpus de littérature religieuse, certains d'entre eux ne doivent absolument pas être pris au sérieux quoique la portée de chacun de ces récits dépasse toujours le premier abord issu de la première lecture.
Selon la tradition juive, les midrashim relèvent de la « Loi orale » révélée à Moïse en même temps que la Torah écrite. Certains classiques, comme l'histoire du jeune Abraham brisant les idoles fabriquées par son père, ou celle du jeune Moïse faisant tomber la couronne de Pharaon et se brûlant la langue aux braises ardentes qu'on lui présente, ont d'ailleurs acquis le statut de texte révélé. 
Le Midrash recueille les commentaires des sages et des érudits. Quant aux sources écrites du Midrash, elles remontent la plupart du temps à l'époque des Amoraim (200 - 500 de notre ère). Pour une partie de ces sources, disons Mekhilta, Sifra, et Sifre, on peut les suivre jusqu'aux Tannaïm (de -400 à 200). Toutefois, la rédaction des midrashim s'étend sur une période d'environ 1 200 ans et les compilateurs en sont, le plus souvent, anonymes.

#### Bereshith Rabbah, ou parfoisGenèse Rabbah
Sa rédaction s'échelonne entre le début du Ve siècle et le courant du VIe siècle de l'ère commune. Ce midrash sur la Genèse offre des explications des mots et des phrases, des interprétations haggadiques et divers exposés dont la plupart sont liés d'assez loin au texte du fait du cheminement de pensée des commentateurs reproduits dans le texte. Le commentaire s'entrelace de maximes et de paraboles. Sa rédaction s'appuie sur les premières sources rabbiniques, y compris la Mishna, la Tosefta, les préceptes halachiques, les targumim. 
Le texte qui nous en est parvenu s'apparente à une version du Talmud de Jérusalem qui lui ressemble, sans être exactement identique…
C'est dans Bereshit Rabbah (38:16), qu'à propos de l'interprétation du verset « Et Haran mourut devant son père » (Gen. 11:30) sont racontées les célèbres histoires d'Abraham brisant les idoles de son père Terah et du miracle sauvant Abraham de la fournaise où le plonge Nemrod, histoires qui, quoique absentes du récit biblique, ont acquis la même autorité.

#### Autres recueils
- Shemot Rabbah, moins souvent Exode Rabbah (XIe et XIIe siècles)
- Vayikra Rabbah (milieu du VIIe siècle)
- Bamidbar Rabbah (XIIe siècle)
- Devarim Rabbah (Xe siècle)
- Shir Hashirim Rabbah (probablement écrit avant le milieu du IXe siècle)
- Ruth Rabbah (milieu du IXe siècle)
- Ekha Rabbah (VIIe siècle). Lamentations Rabbah connaît deux versions. La première édition imprimée en 1519, Pesaro ; l'autre est l'édition de Buber[Lequel ?], à partir du manuscrit J.I.4 de la Biblioteca Casanata de Rome. Cette deuxième (Buber) est citée dans Shoulkhan Arukh, comme par les autorités juives médiévales. Peut-être connut-il un début de rédaction dès le Ve siècle.

#### Midrash ha-Gadol
Le Midrash ha-Gadol ou « Grand Midrash » est une anthologie de midrashim du XIIIe siècle, tirée de la littérature rabbinique et rassemblée par le rabbin David ben Aaron d'Aden (Yémen). Il commente le Pentateuque suivant les parashoth, c'est-à-dire le système de lectures hebdomadaires.

#### Midrash Tehillim
C'est le midrash sur les Psaumes compilé au long des siècles. Sont absents les commentaires des Psaumes 123 et 131. Solomon Buber (en) le réunit en 1891.

## Midrashet littérature chrétienne
Les méthodes d'exégèse juive de ce que les chrétiens appellent l'Ancien Testament, parmi lesquelles le midrash, permettent de mieux comprendre l'arrière-plan littéraire du Nouveau Testament. Michel Remaud observe : « Les “Écritures” citées par le Nouveau Testament étaient des Écritures déjà interprétées : les Targoum et le Midrash sont des maillons indispensables de la dynamique qui va de l'Ancien au Nouveau Testament ». Elian Cuvillier parle ainsi de Matthieu comme d'un « scribe inspiré » qui, à partir de citations de l'Ancien Testament, crée de « nouvelles » paroles de Jésus.
L'hypothèse d'un « genre midrashique » à l'œuvre dans la Bible et se développant dans les productions ultérieures, rabbiniques comme chrétiennes, est formulée par Renée Bloch (qui collabore avec le père Paul Demann) et par Geza Vermes. Des spécialistes tels que Frédéric Manns ont identifié un certain nombre de « midrashim chrétiens ». Ainsi le récit de l'enfance de l'Évangile selon Matthieu est « en grande partie un midrash à partir de l'histoire de Moïse » et le texte apocryphe du Protévangile de Jacques peut « être considéré comme une paraphrase midrashique des récits de l'enfance que l'on lit dans Matthieu ou dans Luc » selon François Blanchetière.
Certains auteurs mythistes (c'est-à-dire partisans de l'inexistence historique de Jésus) comme Earl Doherty ou Bernard Dubourg, récemment Michel Onfray, soutiennent que les Évangiles sont une création midrashique, et donc que le personnage de Jésus est une fiction littéraire. On peut rapprocher ces théories de celles de Claude Tresmontant, qui ont fait l'objet de vives controverses. En 2017, Nanine Charbonnel, professeur de philosophie, propose une approche encyclopédique de cette question.

### Traductions en français
- Midrash Rabba. La Genèse, tome 1, traduit de l'hébreu par Bernard Maruani et Albert Cohen Arazi, Verdier, 1988
- Midrach Rabba, Genèse, tome 2, traduit de l'hébreu par René Lévy et Johannes Honigmann, Verdier 2010
- Le Midrash Rabba sur Ruth, suivi de Le Midrash Rabba sur Esther, édition établie par Maurice Mergui, collection Tel, no 359, Gallimard, 2009.
- Le Midrash sur les Cinq Rouleaux, Le Midrash Rabba sur le Pentateuque et autres corpus midrashiques, traduits de l'hébreu par Maurice Mergui, Frédéric Gandus, Sylvie André et Sandrick Le Maguer, Association Objectif Transmission
- Tana Débé Eliyaou ou l’Enseignement de l’école d’Élie. Traduit de l’Hébreu avec de nombreux éclaircissements par Joseph Kaoua. Tome Premier. Alger, 1901. Édition en ligne

### Ouvrages généraux
- (en) Daniel Boyarin, Intertextuality and the Reading of Midrash, Bloomington, Indiana University Press, 1990.
- David Banon, La Lecture infinie, préface d'Emmanuel Levinas, Seuil, Paris, 1987.
- David Banon, Le Bruissement du texte, Labor et Fides, Genève, 1992.
- David Banon, Le Midrach, PUF, coll. « Que sais-je ? », Paris, 1995.
- Renée Bloch, Écriture et Tradition dans le judaïsme. Aperçus sur l'origine du Midrash, Cahiers Sioniens, Paris, 1954, p. 9–34.
- (en) Paul Mandel, Lieve M Teugels et Barry D Walfish, « Midrash and Aggada », dans Encyclopedia of The Bible and its Reception, vol. 19, Berlin/Boston, Walter de Gruyter, 2021 (lire en ligne).
- Geoffrey Wigoder et Sylvie Anne Goldberg (dir), « Commentaires juifs de la Bible » et « Midrach » dans Dictionnaire encyclopédique du judaïsme, Cerf/Robert Laffont, « Bouquins », 1996.
- Pierre Grelot, Les Targoums. Textes choisis, no 54, 1985.
- Jean-Georges Kahn, Le Midrash à la lumière des sciences humaines, Connaissances et Savoirs, 2006  (ISBN 2-7539-0095-7).
- Dominique de La Maisonneuve, nds, Paraboles rabbiniques, no 50, 1984.
- Pierre Lenhardt et Matthieu Collin, La Torah orale des Pharisiens. Textes de la Tradition d'Israël, no 73, 1990.
- Frédéric Manns, Le Midrash, approche et commentaire de l'Écriture, Franciscan Printing Press (pl), Jérusalem, 2001.
- Marc-Alain Ouaknin, Le Livre brûlé. Lire le Talmud, Lieu Commun, 1987.
- Marc-Alain Ouaknin, Introduction au Talmud, 1998.
- Michel Remaud et Éliane Ketterer, Le Midrash, no 82, 1992.
- Michel Remaud, Évangile et tradition rabbinique, Lessius, Bruxelles, 2003
- (en) Azzan Yadin, Rabbi Ishmael and the Origins of Midrash.

## Filmographie
- Nurith Aviv, Traduire, 2010, 70 minutes